# Johann Franz von Barwitz

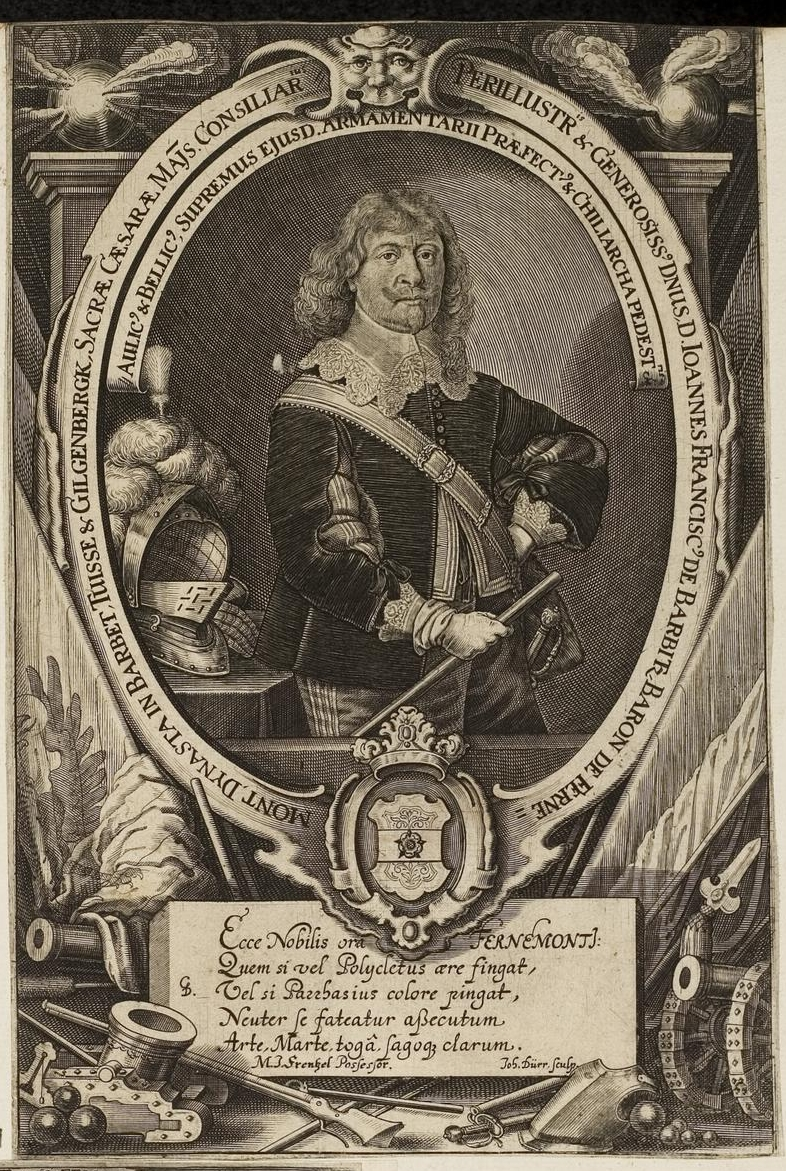
Johann Franz von Barwitz im Klebeband Nr. 1 der Fürstlich Waldeckschen Hofbibliothek Arolsen

Johann Franz von Barwitz  (* vor 15. April 1595 oder 1598 (?); † Anfang Mai 1668 in Schlawa), Freiherr von Fernemont, war ein kaiserlicher Kämmerer, Landeshauptmann des Fürstentums Großglogau und Feldzeugmeister im Dreißigjährigen Krieg. In der Literatur wird er mit Bezug auf seinen Titel meist Fernemont genannt.

## Leben
Johann Franz von Barwitz wurde als Sohn des Johann Anton Barwitz (Barvitius) (* um 1555 vermutlich in Utrecht; † 1620 in Köln) und der Catharina Maria Freiin von Baillencourt und Circelles (* um 1570; † 1595/97), Herrin von Barbet, Perlette und Touchy (Grafschaft Namur) geboren. Die Familie stammte angeblich aus dem Piemont (was bezweifelt werden muss), erlangte 1730 den Grafenstand und erlosch 1884. Johann Anton Barwitz (Barvitius) soll zwischenzeitlich auch Erzieher des späteren Kurfürsten Maximilian von Bayern gewesen sein.
Am 12. Jänner 1623 wird, in Anerkennung der Verdienste seines Vaters, von Barwitz als „Freiherr von Fernemont“ in den Reichsfreiherrnstand erhoben. Für Jänner 1625 ist erstmals belegt, das er im Auftrag der Infantin Isabella eine Arkebusier-Kompanie in Niederburgund werben soll. 1627 ist er Obrist, Inhaber und Kommandant eines (neu errichteten) Dragoner-Regiments von 500 Mann. Von Collalto 1628 zu gelegentlicher Beförderung empfohlen, folgt 1630 das Kommando über ein Regiment von 1500 hochdeutschen Knechten. 1631 verliert er im April Frankfurt a. d. Oder an die Schweden. Am 11. November 1633 wird er Kommandant in Passau und 1634 kaiserlicher Kämmerer. Im Kriegsgericht über die Anhänger Wallensteins ist er 1635 Beisitzer. 
Sein weiterer militärischer Werdegang führt ihn als Generalfeldwachtmeister (18. April 1635) und Kommandant der kaiserlichen Truppen nach Tirol. Beim Versuch, die Spanier im Kampf um die strategisch wichtigen Alpenpässe des Veltlins gegen die Franzosen unter Henri II. de Rohan zu unterstützen, erobert er zunächst am 13. Juni Bormio. Kurz darauf erleidet er aber Niederlagen bei Livigno und Mazzo. Am 3. Juli muss er Bormio wieder räumen und sich bis August aus Graubünden nach Süddeutschland zurückziehen. Nach einem vergeblichen Rückeroberungsversuch auf Bormio im Oktober wird er angewiesen, nur noch die Tiroler Grenzen zu verteidigen, bis spanische Unterstützung eintrifft. Im November wird er aus Tirol abberufen. Im nächsten Jahr soll er zunächst wieder in Italien gegen die Franzosen eingesetzt werden, nachdem er aber einige Monate ohne Kommando in Wien verbringt, nimmt er im Herbst am Feldzug unter General Matthias Gallas in die Franche-Comté teil. Am 3. Dezember 1636 wird er Kommandant über die Infanterie in Burgund, wo er nach dem Abbruch des Feldzuges die zurückgelassene Artillerie inspizieren soll.
Mit 27. Juli 1637 erhält er – wohl ohne ein tatsächliches Kommando innezuhaben – die Ernennung zum „kaiserlichen Oberbefehlshaber in den Niederlanden, in Burgund und Westfalen“. Im März 1638 wird er instruiert, ein neues Korps am Rhein zu befehligen. Am 31. Juli wird er zum Kommandanten im oberen Reichskreis und im Elsass ernannt, einen Monat später aber dem in den Spanischen Niederlanden stehenden Korps Piccolomini zugeteilt. Im November wird er nach Mecklenburg zur kaiserlichen Hauptarmee unter Gallas geschickt, dann aber im Februar 1639 erneut Piccolomini unterstellt. 1640, am 2. Mai wird er zum Feldmarschalleutnant ernannt. Danach nimmt er unter dem Oberbefehlshaber Erzherzog Leopold Wilhelm am Feldzug der Hauptarmee teil, der im Oktober mit der Eroberung von Höxter abschließt. Als Kommandant der Befestigungen am Main nimmt er im April 1641 an der Belagerung der Schlösser Rheineck und Bürkheim teil. Im gleichen Jahr wird er zum Feldzeugmeister befördert und im Oktober der schlesischen Armee unter Franz Albrecht von Sachsen-Lauenburg zugeteilt. Nach Franz Albrechts Niederlage und Tod in der Schlacht bei Schweidnitz im Juni 1642 schließt sich Fernemont mit den Resten der schlesischen Armee der Hauptarmee unter Leopold Wilhelm an. In der Schlacht bei Breitenfeld am 2. November 1642 gerät er in Kriegsgefangenschaft, aus der er erst im November 1644 freikommt.
Am 21. September 1645 erhält er von der böhmischen Hofkanzlei die Vollmacht und Instruktion, das Generalkommando in Böhmen, Österreich und Schlesien zu führen. Im nächsten Jahr befehligt er in der kaiserlichen Hauptarmee unter Leopold Wilhelm und Melchior von Hatzfeldt die Artillerie. Zu Beginn des Folgejahres belagert er Weißenburg in Bayern, das er am 2. Februar 1647 durch Akkord einnimmt. Im Dezember kann er die Stadt Marburg einnehmen, aber nicht das darüber gelegene Schloss. 1648 beginnt sein Stern zu sinken. Ein Duell mit Montecuccoli kann gerade noch verhindert werden. Am 26. Februar 1648 erhält er einen Verweis wegen des Ruins der Artillerie („hätte sie besser in Acht nehmen sollen“). Nach der verlorenen Schlacht bei Zusmarshausen am 17. Mai, in der der Oberbefehlshaber Peter Melander von Holzappel fällt, führt er das Interimskommando über die kaiserliche Armee. Doch schon am 28. Mai fordert der bayerische Kurfürst Maximilian Kaiser Ferdinand III. dazu auf, Fernemont wegen Ausschreitungen seiner Truppen in Bayern zu verhaften. Am 1. Juni wird er in Arrest genommen und verteidigt sich damit, dass er dem bayerischen Oberbefehlshaber Gronsfeld unterstanden habe. Am 14. Juli wird er an den Hof zitiert und abgelöst. Seine Feldzeugmeisterstelle wird von Martin Maximilian von der Goltz übernommen. Im September bittet Fernemont um Urlaub in den Niederlanden. 
1652 findet er sich als Landeshauptmann des Fürstentums Großglogau wieder, der auch interimsmäßig für den Obristen Frans de Mers das Kommando über die Festung Großglogau übernahm. Anfang 1658 reist er als kaiserlicher Abgesandter an den brandenburgischen Hof nach Berlin zur Ratifikation des gemeinsamen Bündnisses zur Unterstützung Polens im Zweiten Nordischer Krieg gegen die Schweden. Im März 1664 kann er krankheitshalber die Truppen in Schlesien bereits nicht mehr mustern. 1668 testiert Großglogau die Stiftung eines Fideikommisses für die Herrschaft Schlawa mit Pürschkau und Zauche (Kr. Freistadt, Schlesien), zudem war er Herr von Perlette, Barbet und Touchy (Namur).
Seine militärischen Leistungen wurden rückwirkend nicht sonderlich positiv bewertet. Im Feldzug von 1635 gegen Rohan scheiterte er an Logistikproblemen und mangelnder spanischer Unterstützung. Schlik soll von ihm gesagt haben: „Wenn er den staub und pulver so wohl rüchen müsste als er blaudern kann, würde er gewiß exzellieren.“
Aus seiner 1621/22 geschlossenen Ehe mit Clara Eugenia Gräfin von Frezin und Gavre (getauft am 7. August 1600; † 1676/77) entstammten:
- Theresia († vor 1667)
- Maria Lamberta (* 1630; † zwischen 15. September und 1. Dezember 1693 in Schlawa), heiratete 1. Georg Christoph Grafen von Proskau/Pruskovský; 2. Franz Comte Andrault de Buy
- Johann Alexander (* um 1630; † 1683 in Zauche (Schlesien)), kaiserlicher Kämmerer und Rittmeister